# École européenne de Strasbourg
L'École européenne de Strasbourg est un EPLEI (établissement public local d'enseignement international) français, qui bénéficie du statut d'école européenne agréée (ou type 2). Il s'agit d'une école intergouvernementale et trilingue fondée sur la Convention des Écoles Européennes et a pour but principal d'accueillir les enfants des fonctionnaires européens et de leur offrir un enseignement complet, de la maternelle au lycée, dans deux langues. Il existe actuellement treize Écoles européennes en gestion directe de la Commission Européenne Européenne, et 21 (bientôt 24) Écoles Européennes Accréditées (sous régime national et soumise à convention). Celle de Strasbourg, capitale européenne, fut la première créée en France, et est actuellement à la tête d'un réseau de 4 établissements. 

## Historique
L'idée d'une école européenne à Strasbourg est née au tournant des années 2000. L'école est jugée nécessaire pour asseoir la place de Strasbourg parmi les capitales européennes,. Cependant sa création se fait attendre, le potentiel pour l'école n'étant pas jugé suffisant. Finalement, à la demande des institutions européennes, l'école voit le jour en 2008. Après 8 ans de cohabitation avec le collège Vauban, l'école a enfin son bâtiment à lui dans le quartier de la Robertsau en septembre 2015.

## Financement
Le financement de l'école est entièrement français, sans participation des institutions européennes. La scolarité est gratuite pour les élèves mais l'école bénéficie du statut particulier « d’école européenne ».

## Effectifs
Elle compte près de 1 000 élèves de 52 nationalités différentes, au sein de 40 classes, et s’étend de la maternelle au lycée. L'établissement est calibré pour accueillir jusqu'à 1176 élèves.L’accès à cette école est possible à tous, mais les enfants de fonctionnaires du parlement et d’autres institutions européennes y sont prioritaires, les places restantes sont attribuées aux autres élèves avec un niveau de langue suffisant pour entrer dans une des sections linguistiques de l’école. 

## Fonctionnement
L'école comporte 3 sections linguistiques: français, anglais, allemand. 
L'école européenne de Strasbourg n'est pas contrainte aux programmes scolaires nationaux mais suit le programme des Écoles Européennes. Contrairement aux autres établissements, cette école se focalise sur l’Europe en général et non pas uniquement sur la France. Les Écoles Européennes suivent toutes le même programme (programme de Bruxelles) pour faciliter le lien et favoriser les mobilités entre les différentes établissements.  L’école européenne de Strasbourg est principalement composée d’enfants du personnel du Conseil de l'Europe ou d’autres institutions internationales (Parlement Européen, ambassades, représentation diplomatiques,...). Il existe 3 sections linguistiques différentes (anglais, allemand, français) et les élèves, les professeurs ainsi que les membres de l’administration sont tous bilingues voire plurilingues. L’entrée et l’admission à l’école est basée dans un premier temps sur les fonctions des parents : les enfants du personnel des institutions de l'Union Européenne sont obligatoirement acceptés (à Strasbourg il s'agit uniquement du Parlement Européen et de l'agence eu-LISA), mais aussi sur le niveau de langue des enfants car un test officiel de langue est demandé pour pouvoir entrer dans une section en particulier. 
L’école est particulièrement réputée pour son fort multiculturalisme : élèves de 52 nationalités, enseignants de 23 nationalités. 
Le ministre de l’Éducation Jean-Michel Blanquer a affirmé en février 2018 vouloir s’inspirer du modèle de l’École européenne de Strasbourg pour réformer le système des écoles primaires en France. Le statut des EPLEI (établissements publics locaux d'enseignement international) a en grande partie été élaboré en collaboration avec cette École et ses « sœurs » françaises (Manosque, Lille-Métropole, Paris La Défense).

## Localisation
Elle dispose de ses locaux propres et définitifs depuis septembre 2015, dans le quartier européen, près de l'institut international des droits de l'Homme. plus précisément 2 rue Peter Schwarber. 